# Ghidorah – Trójgłowy potwór
Ghidorah – Trójgłowy potwór (jap. 三大怪獣　地球最大の決戦 San Daikaijū: Chikyū Saidai no Kessen) – japoński film typu kaijū z 1964 roku w reżyserii Ishirō Hondy. Bezpośrednia kontynuacja filmu Godzilla kontra Mothra. Piąty film z serii o Godzilli i debiut jego arcywroga Króla Ghidory.

## Fabuła
W Japonii dochodzi do serii upałów w środku stycznia. Detektyw Shindō z japońskiej policji dostaje zlecenie ochrony księżniczki Mas Douliny Salno, następczyni tronu himalajskiego królestwa Selginy podczas jej nieoficjalnej wizyty w Japonii. Według źródeł grozi jej zamach ze strony opozycji. W samym czasie zespół badawczy pod kierownictwem profesora Muraia bada zlokalizowany niedaleko zapory Kurobe meteoryt o silnych magnetycznych właściwościach, po niedawnym deszczu meteorów.
Podczas lotu księżniczka Selginy nagle wpada w trans, a jej samolot zostaje zniszczony w wyniku podłożonej bomby. Siostra Shindō – Naoko, pracująca jako reporterka telewizyjna, dostaje informacje o kobiecie, gdzie cały czas twierdzi, że jest Prorokinią z Wenus, która udała się na Błękitną Planetę, by ostrzec Ziemian przed nieuniknionym zagrożeniem. Prorokini mówi, że pierwsze zagrożenie nastąpi ze strony wulkanu Aso. Nikt nie traktuje jej poważnie i jest brana za wariatkę.
W domu Shindō i Naoko wraz z matką oglądają program telewizyjny, w którym występują Shobijin, kapłanki Mothry. W nim informują, że jedna z larw Mothry zmarła. Przeglądając gazetę Shindō zauważa uderzające podobieństwo pomiędzy Prorokinią z Wenus a Mas Douliną Salno. W Selginie szef opozycji, stojący za zamachem i śmiercią poprzedniego władcy, dowiaduje się o istnieniu Prorokini z Wenus. Wierząc, że to Mas Doulina Salno zleca jej zabójstwo swemu najlepszemu zabójcy, Malmessowi i jego zespołowi.
W Japonii Shindō podejrzewa, że Mas Doulina Salno specjalnie udaje wariatkę, żeby ukryć się przed zamachowcami. Meteoryt z doliny Kurobe traci swój magnetyzm jednocześnie rosnąć. Prorokini z Wenus zjawia się przy wulkanie Aso ostrzec o Rodanie. Znowu jest wyśmiana, do momentu gdy z gruzu wyłania się Rodan. Shobijin planują wrócić statkiem na wyspę Infant, jednak Prorokini z Wenus powstrzymuje je ostrzegając o nadchodzącym zagrożeniu na morzu. Obecna tam Naoko chce z nią przeprowadzić wywiad i zabiera ją do hotelu.
W hotelu są też Shobijin, które uwierzyły Prorokini i przełożyły swój powrót. Statek, którym miały odpłynąć został zniszczony przez Godzillę. Zabójcy pod wodzą Malmessa przybywają do hotelu, w którym przebywa Mas Doulina Salno, jednak zostają powstrzymani przez Shindō i Shobijin. Do Tokio przybywają jednocześnie Godzilla i Rodan, siejąc popłoch wśród ludzi.
Shindō przekonany, że księżniczka faktycznie zwariowała, zabiera ją do renomowanego psychiatry, doktora Tsukamoto. Prorokini z Wenus wygłasza ostatnią przepowiednię – tysiące lat temu cywilizacja na planecie Wenus, znacznie zaawansowana od ziemskiej, została zniszczona przez kosmicznego smoka, Króla Ghidorę, który wkrótce dotrze na Ziemię. W okolicach Hakone toczą ze sobą bój Godzilla i Rodan. Z meteoru badanego przez profesora Muraia wykluwa się Król Ghidora siejący zniszczenie w okolicy.
Rząd japoński w obliczu zagrożenia trzech potworów wysłuchuje propozycji Shobijin, by larwa Mothry połączyła siły z Godzillą i Rodanem i razem powstrzymali Ghidorę. Malmess i jego ludzie dowiadują się z transmisji, że Prorokini z Wenus jest teraz w klinice doktora Tsukamoto. Tam w obliczu wyniku testów doktor Tsukamoto jest przekonany, że Prorokini z Wenus faktycznie opętała księżniczkę. W końcu Mothra przybywa pod górę Fudżi, gdzie walczą Godzilla i Rodan. Prosi ich, by zaprzestali oni walki i wspólnie ocalili świat przed Ghidorą. Oba potwory, nie widząc powodu pomagania ludziom, którzy ich atakowali, odmawiają. Mothra próbuje przekonać ich, że oni też są Ziemianami i powinni chronić swą planetę. Godzilla i Rodan godzą się i dołączają do walki dopiero wtedy, gdy Mothra bezskutecznie próbowała pokonać napastnika z kosmosu. W końcu dochodzi do starcia pomiędzy ziemskimi potworami a Królem Ghidorą.
Podczas niszczycielskiego pochodu Ghidora niszczy promieniami samochód selgińskich zabójców i tylko Malmess zostaje przy życiu. Malmessowi udaje się postrzelić księżniczkę, której wraca pamięć. Kiedy Malmess ma zamiar zadać śmiertelny strzał, ginie na miejscu, gdy jeden z promieni Ghidory wywołuje lawinę. W końcu Godzilla, Rodan i Mothra pokonują Ghidorę, który ucieka z Ziemi.
Księżniczka Selginy jest zaskoczona, że była w transie i z tego pamięta jedynie pomoc Shindō. Wdzięczna za pomoc żegna się z Shindō, Naoko, profesorem Muraiem i doktorem Tsukamoto na lotnisku, z którego odlatuje do Selginy. W tym samym czasie Mothra wraz z Shobijin odpływa na wyspę Infant żegnana przez Godzillę i Rodana.

## Obsada
- Yōsuke Natsuki – detektyw Shindō
- Yuriko Hoshi – Naoko Shindō
- Akiko Wakabayashi –
  - księżniczka Mas Doulina Salno,
  - Prorokini z Wenus
- Hiroshi Koizumi – prof. nadzw. Murai
- Hisaya Itō – Malmess
- Emi Itō – Shobijin #1
- Yūmi Itō – Shobijin #2
- Takashi Shimura – dr Tsukamoto
- Akihiko Hirata – inspektor Okita
- Susumu Kurobe – zabójca #1
- Tōru Ibuki – zabójca #2
- Kazuo Suzuki – zabójca #3
- Shin Ōtomo – szef selgińskiej opozycji
- Someshō Matsumoto – prezes stowarzyszenia badającego UFO
- Yutaka Nakayama – turysta ze zgubionym kapeluszem
- Yoshifumi Tajima – kapitan statku
- Ikio Sawamura – rybak
- Kenji Sahara – redaktor naczelny Kanamaki
- Hideyo Amamoto – służący Wu
- Senya Aozora – on sam
- Ichiya Aozora  – on sam
- Yoshio Kosugi – wódz mieszkańców wyspy Infant
- Shōichi Hirose –
  - Król Ghidora,
  - mieszkaniec wioski
- Haruya Sakamoto – Król Ghidora
- Kōji Uruki –
  - Król Ghidora,
  - Rodan
- Haruo Nakajima – Godzilla
- Katsumi Tezuka – Godzilla

## Produkcja

### Scenariusz
Tomoyuki Tanaka widząc sukces crossoverowych filmów kaijū zdecydował się na film z jednoczesnym udziałem Godzilli, Mothry i Rodana z filmu Rodan – ptak śmierci, co odnosiło się do oryginalnego tytułu San Daikaijū: Chikyū Saidai no Kessen (jap. 三大怪獣　地球最大の決戦; pol. Trzy duże potwory: Największa bitwa na Ziemi). Za scenariusz ponownie odpowiadał Shinichi Sekizawa. Ich przeciwnikiem był kosmiczny potwór, który według scenariusza Shinichiego Sekizawy „miał mieć trzy głowy, dwa ogony i głos jak dzwon”. Sekizawa przy tworzeniu wątku ludzkiego zainspirował się Rzymskimi wakacjami. W pierwszej wersji scenariusza Malmess miał należeć do yakuzy i to on miał być opętany przez wenusjańskiego ducha i miały pojawić się dwie Mothry, w tym jedna dorosła, a także wśród niszczonych miast przez Króla Ghidorę miał znaleźć się Nowy Jork. Imię księżniczki – Mas Doulina Salno stanowi grę do japońskiego powiedzenia Mā, sudōri nasaru no? (jap. まあ、素通りなさるの?; pol. Cóż, przechodzisz?).

### Preprodukcja
Za wygląd Króla Ghidory odpowiadał Akira Watanabe wzorując go na smokach z chińskiej mitologii, Orochim z japońskiej mitologii oraz Żmiju Gorynyczu z Trójgłowego smoka, który miał japońską premierę kinową w 1959 roku. Imię Ghidory nawiązywało do japońskiego i prawdopodobnie rosyjskiego zapisu imienia Hydry lernejskiej z mitologii greckiej – Hidora (jap. ヒドラ) i Gidra (ros. Гидра).
Ghidorah – Trójgłowy potwór został wykonany w pośpiechu jako film noworoczny, ponieważ zdjęcia do Rudobrodego, którego premiera miała się odbyć w grudniu 1964 roku, zostały przedłużone. Noworoczny program był po raz pierwszy w serii. Na tym tle rok 1964 był pierwszym, w którym wyprodukowano dwa filmy z udziałem Godzilli, co zdarzyło dopiero 54 lata później, przy produkcji animowanych Godzilla: Miasto na krawędzi bitwy i Godzilla: The Planet Eater.
Reżyser filmu, Ishirō Honda niechętnie podchodził do pomysłu reżysera efektów specjalnych Eijiego Tsuburayi co do antropomorfizacji potworów, szczególnie do sceny pertraktacji Mothry z Godzillą i Rodanem.

### Casting
Jako że film inspirował się popularnymi w kinie japońskimi filmami gangsterskimi, w rolach głównych obsadzono aktorów związanych z filmami akcji – Yōsuke Natsuki jako detektywa Shindō i Akiko Wakabayashi jako selgińską księżniczkę. Początkowo Shindō miał grać Akihiko Hirata, który ostatecznie zagrał jego przełożonego w małej roli. Wakabayashi miała duży udział w swej kreacji aktorskiej:

Księżniczka Salno miała być potomkinią Wenusjan; zostali zniszczeni przez Króla Ghidorę 50 milionów lat temu. Nie byłam pewna, czy ona to zauważyła w siebie, czy została opętana, ale starałam się grać ją jako kogoś lunatykującego... unikałam spoglądania na innych. Księżniczka miała wygląd bezdomnej osoby (...) Jednego dnia przyszłam do studia Tōhō w jeansach i wielkiej męskiej czapce, zaś reżyser Honda mnie dostrzegł i powiedział: „Lubię to! Pójdźmy tym tropem.” Oto jak wpadliśmy na pomysł z tym stylem.

Duet The Peanuts powtórzył role Shobijin. W filmie Yuriko Hoshi i Hiroshi Koizumi zagrali podobne postacie z filmu Mothra kontra Godzilla. Pierwotnie Yoshio Tsuchiya był obsadzony w roli Malmessa, jednak był niedostępny ze względu na produkcję Rudobrodego, w którym grał, więc zastąpił go Hisaya Itō. W roli doktora Tsukamoto obsadzony został Takashi Shimura. Jednego z selgińskich zabójców zagrał Susumu Kurobe, znany potem z roli Ultramana.

### Realizacja
Z powodu nagłego ograniczonego czasu produkcji i przewidzianego rozmachu stosowano kreatywne sztuczki. Większość dekoracji użytych w filmie wykorzystano z Dogory z tego samego roku. Kōichi Kawakita, pracujący wówczas jako asystent operatora efektów specjalnych wspominał, że finałowa bitwa ze wszystkimi potworami sprawiała problem, dlatego Mothra znalazła się grzbiecie lecącego Rodana i Godzilla energicznie machał ogonem.
Makietę góry Fudżi zbudowano w skali 1/25 i podniesiono ją do góry, aby kamery mogły być ustawione pod niskim kątem. Miniaturowe budynki zostały zbudowane z działającymi przesuwanymi drzwiami, światłami i zostały zbudowane bez oparcia, które można oglądać z jednego kierunku. Miniatury przeznaczone do zniszczenia zostały wstępnie wycięte i skompresowane. Miniaturowe budynki, które nie miały być zniszczone, zostały przeznaczone na późniejsze sceny lub inne zestawy. Podczas filmowania bitwy Godzilli i Rodana w ogromnym zbiorniku na wodę, jedna z krawędzi zbiornika została odkryta na filmie. Tsuburaya ukrył ten błąd, nakładając drzewa na odsłonięty obszar.
Akiko Wakabayashi w scenie opętania księżniczki została na chwilę oślepiona przez błysk światła, który reprezentował Prorokinię z Wenus. Ponadto Honda pozwolił Wakabayashi spać na noszach podczas scen terapii szokowej, gdyż ta pracowała poprzedniej nocy bez snu dla osobnego filmu.
Zdjęcia kręcono w Jokohamie, Gotenbie, Parku Ueno i przy Aso.
Kostium Godzilla i makieta larwy Mothry z poprzedniego filmu zostały ponownie wykorzystane, z pewnymi modyfikacjami (Godzilla otrzymał nową głowę z naprawioną szczęką, zaś Mothrze zmieniono kolor oczu z niebieskiego na czerwony), tak dla Rodana utworzono nowy kostium autorstwa Teizō Toshimitsu i braci Kanju i Yasuei Yagi. W porównaniu do pierwszego filmu Rodan miał smuklejsze całe ciało i wydłużoną szyję i dziób, oczy podobne do ludzkich, zaś ogon przypominał kształtem ten kani czarnej. Eiji Tsuburaya chciał, by Rodan przy lądowaniu składał skrzydła jak ptak i na jego prośbę stworzono mechanizm wspomagany gumowym wężem. Jednak lateks użyty do skafandra nie posiadał niezbędnej elastyczności, aby mechanizm działał poprawnie, dlatego Tsuburaya rozczarowany efektem końcowym porzucił koncepcję. W dodatku do kostiumu wykorzystano latające rekwizyty, w tym między innymi poziomy śmigłowiec powietrzny w skali 1/2, marionetkę górnej połowy ciała oraz około 60-centymetrową, pół-pionową, sterowaną na rurze kukłę używaną w prawie wszystkich scenach walki Rodana z Godzillą.
Za stworzenie kostiumu Ghidory również odpowiadali Toshimitsu (głowy) i bracia Yagi (ciało), zaś szyję potwora stworzył Keizō Murase. Szyje powstały w ten sam sposób co ogon Godzilli stosowany osobno do niektórych ujęć destrukcji. Łuski Ghidory różniły się wielkością w różnych częściach ciała, co zostało wykonane w celu zoptymalizowania jego mobilności. Początkowo kostium Ghidory był fioletowy i miał skrzydła w tęczowych kolorach. Jednak Keizō Murase zdecydował nadać całkowicie kolor złoty, wcześniej Eiji Tsuburaya sugerował też kolor karmazynowy. Murase zarzekał też, że od początku kostium był pomalowany na złoto, czemu przeczą doniesienia scenarzystki Keiko Suzuki i materiały promocyjne ukazujące potwora w oryginalnym ubarwieniu.
Oprócz kostiumu stworzono 1-metrowy rekwizyt do lecącego Ghidory, manipulowany przez szereg strun fortepianowych, także inny, większy i bardziej skomplikowany model latający, który wykorzystano do niektórych scen, m.in. powietrznej bitwy między Królem Ghidorą a Rodanem. Mówi się, że model ten był tak dopracowany, że czasami był nie do odróżnienia od kostiumu.
Pierwotnie Ghidora miał ziać ogniem zamiast promieniem grawitacyjnym, ale obsługa szyi była trudna do precyzyjnego wykonania w określonym kierunku. Zamieniono więc ogień na piorun, aby dopasować głowy do wystrzeliwania prochu, który grał uderzenie. Optyczne efekty promieni grawitacyjnych stworzył Sadao Īdzuka.
Ciężar kostiumu Ghidory sprawiał ogromne problemy grającym go aktorom. Początkowo Haruo Nakajima grający Godzillę próbował nosić kostium, ale był zbyt ciężki i dla niego. Główny asystent Tsuburai, Fumio Nakashiro polegał na manipulowaniu Królem Ghidorą za pomocą drutów. Tak więc niektóre części ciała króla były poruszane struną fortepianową obsługiwaną przez wielu pracowników jednocześnie. Struna musiała być włączona w trzech miejscach na głowie, aby go przesunąć. Aby przesunąć głowę na boki, drut do fortepianu przymocowano do lewego i prawego policzka. By Król Ghidorah mógł się ruszać, potrzeba było około dziesięciu osób.
Zrezygnowano z drugiej dorosłej Mothry w związku z obawami, że dodanie dorosłej marionetki Mothry do scen z Rodanem i królem Ghidorą, którzy również potrzebowali wielu żyłek do działania, byłoby zbyt trudne dla ekipy efektów specjalnych.
Meteoryt, w którym hibernował Ghidora, został wykonany z żywicy poliestrowej, która nie była jeszcze powszechnie stosowana. W środku było zainstalowanych wiele świateł, do emitowania pulsującego meteorytu, co sprawiło kolejne trudności, ponieważ żywica miękła z powodu ciepła wytwarzanego przez światła podczas strzelania.

### Muzyka
Akira Ifukube był kolejny raz twórcą muzyki do filmu z Godzillą. Piosenkę Shobijin pt. Cry Happiness skomponował urodzony w Hokkaido Hiroshi Miyagawa, jako że według producentów był dobry w tworzeniu popowych piosenek. Do motywu muzycznego Rodana Ifukube wykorzystał motyw przewodni z Daikaijū Baran.

## Odbiór

### Premiera kinowa
Japońska premiera odbyła się 20 grudnia 1964 roku w podwójnym pokazie z Hana no o-Edo no musekinin. Film wznowiono w japońskich kinach w 1971 roku w ramach bloku filmowego dla dzieci Toho Champion Festival jako Gojira, Mosura, Kingu Gidora: Chikyū Saidai no Kessen (jap. ゴジラ•モスラ•キングギドラ: 地球最大の決戦; pol. Godzilla, Mothra, Król Ghidora: Największa Bitwa Ziemi).
W Polsce miał premierę 23 grudnia 2023 roku na platformie streamingowej FlixClassic.

### Wersja amerykańska
Miesiąc po premierze filmu w Japonii film został zakupiony przez Walter Reade-Sterling, Inc., z planami amerykańskiej dystrybucji za pośrednictwem spółki zależnej Continental Distributing. Film z angielskim dubbingiem został wydany w Stanach Zjednoczonych 29 września 1965 roku jako Ghidrah, the Three-Headed Monster w podwójnym pokazie z Wyjątkowo upalnym czerwcem lub Harum Scarum. Aby promować film w Stanach Zjednoczonych, maski Ghidory zostały utworzone jako powiązania promocyjne z lokalnymi supermarketami i stacjami radiowymi. Dubbing wykonało studio Bellucci Productions.
Prawdopodobnie ze względu na inspirację Hydrą lernejską pierwsze amerykańskie imię Króla Ghidory użyte w tym filmie brzmi Ghidrah. Jak wcześniejsze filmy z Godzillą film doczekał się wersji przerobionej na rynek amerykański. Część oryginalnej ścieżki muzycznej Akiry Ifukube zastąpiono muzyką z innych filmów, a także wycięto 8 minut i przemontowano niektóre sceny. Piosenkę Cry Happiness uzupełniono o narrację autorstwa Anne Suzuki. W wersji amerykańskiej Ghidora niszczy życie na Marsie aniżeli na Wenus, zaś Mothra stała się płci męskiej.

### Wyniki finansowe
Film był czwartym najbardziej kasowym filmem na rynku japońskim w sezonie 1964-1965. Zarobił 210 mln jenów przy sprzedanych 4,32 mln biletach. Podczas reedycji w 1971 roku dodatkowo zarobił 165 mln jenów przy sprzedanych 1,09 mln biletów. W Stanach Zjednoczonych Continental Distributing chwalił się w Variety, że film zarobił 200 tys. dolarów w ciągu pięciu dni od premiery i 1,3 mln dolarów ogółem.

### Odbiór krytyczny
Vincent Canby dla The New York Times ocenił krytycznie film narzekając na efekty specjalne i stwierdzając, że „ta fascynacja współczesnych japońskich twórców filmowych zniszczeniem ich ziemi przez fantastyczne, prehistoryczne siły zaledwie 20 lat po Hiroszimie może zainteresować historyków społecznych. W przeciwnym razie film jest wyłącznie materiałem na komiks”.
Recenzje z późniejszych lat były bardziej przychylne. Krytyk filmowy Leonard Maltin określił go jako jeden z lepszych „zlotów potworów Tōhō”. Dziennikarz Phil Hardy w swej książce Science Fiction zauważył, że efekty wizualne filmu „są lepsze niż zwykle”, a obsada obejmuje Takashiego Shimurę i błędnie Eijiego Okadę. Slant Magazine stwierdził, że film „uosabia wiele z popularnych popularnych filmów o potworach, które stały się znane na przestrzeni lat: gadzie zawody zapaśnicze w skali miasta, ludzki dramat równoległy do zagrożenia ze strony potworów, gumowate efekty stworzeń i radosne zniszczenie wielu miniaturowych scenografii”. Historyk David Kalat w wywiadzie dla Toho Kingdom, stwierdził, że film jest „doskonałym przykładem absurdu z połowy lat sześćdziesiątych na Godzillę w najlepszym wydaniu” i „wspaniale wyposażoną produkcją pełną utalentowanych ludzi u szczytu swoich możliwości”. Pochwalił także wersję amerykańską, twierdząc, że tym razem to ona jest lepsza od oryginalnej wersji.
Przez lata spekulowano, że Ghidora miała symbolizować zagrożenie nuklearne ze strony Chin, czemu zaprzeczył Ishirō Honda, twierdząc że Sekizawa unikał polityki w swym scenopisarstwie, a Ghidora jest po prostu zmodernizowaną wariacją Orochiego.

### Dziedzictwo
Film stanowi przełom dla serii, gdyż od tego momentu Godzilla ze złoczyńcy przeistaczał się powoli w postać pozytywną.
W 2022 roku odkryty w Japonii gatunek wieloszczetu został nazwany Ramisyllis kingghidorahi od Króla Ghidory z powodu rozwidlającego się w różne strony tułowia.

## Odniesienia w kulturze popularnej
- Fragmenty filmu z udziałem Króla Ghidory pojawiły się w Chojraku – tchórzliwym psie w odcinkach Nowhere TV i Big Stinkin’ City[39].
- W 1988 roku amerykańska firma Procter & Gamble wykorzystała fragmenty filmu do reklamy telewizyjnej pasty do zębów Crest Sparkle, gdzie promienie grawitacyjne Króla Ghidory zastąpiono pastą do zębów[40].
- Głos Króla Ghidory z serii Shōwa został wykorzystany jako dzwonek telefoniczny SSSP z serialu Ultraman i dźwięki statku kosmicznego Virasjan z filmu Gamera kontra Viras[41].
- Podczas finałowego pościgu w Wielkiej przygodzie Pee Wee Hermana zostaje minięte studio, gdzie japońska ekipa filmowa kręci walkę Godzilli i Króla Ghidory. Postacie zostały wykorzystane bez zgody Tōhō, które pozwało Warner Bros.[42][43].
- Dactar z dwuczęściowego odcinka Pełzaków pt. Runaway Reptar i jego zmiana charakteru jest wzorowana na Rodanie z tego filmu[44][45].
- Jednym z pseudonimów brytyjskiego muzyka hip-hopowego MF Dooma jest King Geedorah, którego używał głównie jako członek grupy hip hopowej Monsta Island Czars. Pod tym pseudonimem wydał też album pt. Take Me to Your Leader, którego okładka albumu nawiązuje do Ghidory[46].